# Hit Lokal Awards
 (février 2022).
La mise en forme du texte ne suit pas les recommandations de Wikipédia : il faut le « wikifier ».
Les points d'amélioration suivants sont les cas les plus fréquents. Le détail des points à revoir est peut-être précisé sur la page de discussion.
- Les titres sont pré-formatés par le logiciel. Ils ne sont ni en capitales, ni en gras.
- Le texte ne doit pas être écrit en capitales (les noms de famille non plus), ni en gras, ni en italique, ni en « petit »…
- Le gras n'est utilisé que pour surligner le titre de l'article dans l'introduction, une seule fois.
- L'italique est rarement utilisé : mots en langue étrangère, titres d'œuvres, noms de bateaux, etc.
- Les citations ne sont pas en italique mais en corps de texte normal. Elles sont entourées par des guillemets français : « et ».
- Les listes à puces sont à éviter, des paragraphes rédigés étant largement préférés. Les tableaux sont à réserver à la présentation de données structurées (résultats, etc.).
- Les appels de note de bas de page (petits chiffres en exposant, introduits par l'outil «  Source ») sont à placer entre la fin de phrase et le point final[comme ça].
- Les liens internes (vers d'autres articles de Wikipédia) sont à choisir avec parcimonie. Créez des liens vers des articles approfondissant le sujet. Les termes génériques sans rapport avec le sujet sont à éviter, ainsi que les répétitions de liens vers un même terme.
- Les liens externes sont à placer uniquement dans une section « Liens externes », à la fin de l'article. Ces liens sont à choisir avec parcimonie suivant les règles définies. Si un lien sert de source à l'article, son insertion dans le texte est à faire par les notes de bas de page.
- La présentation des références doit suivre les conventions bibliographiques. Il est recommandé d'utiliser les modèles {{Ouvrage}}, {{Chapitre}}, {{Article}}, {{Lien web}} et/ou {{Bibliographie}}. Le mode d'édition visuel peut mettre en forme automatiquement les références.
- Insérer une infobox (cadre d'informations à droite) n'est pas obligatoire pour parachever la mise en page.

Pour une aide détaillée, merci de consulter Aide:Wikification.
Si vous pensez que ces points ont été résolus, vous pouvez retirer ce bandeau et améliorer la mise en forme d'un autre article.
 (juin 2021).
Si vous disposez d'ouvrages ou d'articles de référence ou si vous connaissez des sites web de qualité traitant du thème abordé ici, merci de compléter l'article en donnant les références utiles à sa vérifiabilité et en les liant à la section « Notes et références ».
 (juin 2021).
 (juin 2021).
Le Hit Lokal Awards est la première cérémonie qui récompense la scène culturelle ultra-marine avec un vote 100% public. En tant qu’association événementielle culturelle, Hit Lokal, se base sur les performances en streaming,.

## Liste des récompenses
- Album
- Artiste de l’année
- Collaboration
- Collaboration Dancehall
- Collaboration Hip-Hop
- Collaboration trap
- Collaboration zouk
- Dancehall Féminin
- Dancehall Masculin
- DJ
- Hip-hop/rap féminin
- Hip-hop/rap masculin
- Hit de l’année
- Premier album
- Prix Air Caraïbes
- Prix Trace Hit Lokal
- Réalisateur
- Reggae
- Revelation féminine
- Révélation masculine
- Soca bouyon
- Soul & Traditionnel
- Trap
- Trophée d’honneur
- Zouk féminin
- Zouk masculin

## Détail des cérémonies
| Édition               | Date            | Diffuseur | Lieu                         |
| --------------------- | --------------- | --------- | ---------------------------- |
| Hit Lokal Awards 2013 | 12 février 2013 | Aucun     | Carré Belle-Feuille          |
| Hit Lokal Awards 2014 | 19 février 2014 | Aucun     | Théâtre ADYAR                |
| Hit Lokal Awards 2015 | 6 février 2015  | Aucun     | Cinéma Gaumont Aquaboulevard |
| Hit Lokal Awards 2016 | 25 février 2016 | Aucun     | Conservatoire Niedermeyer    |
| Hit Lokal Awards 2017 | 24 février 2017 | Aucun     | Carré Belle-Feuille          |
| Hit Lokal Awards 2018 | 17 février 2018 | Aucun     | Carré Belle-Feuille          |
| Hit Lokal Awards 2019 | 9 mars 2019     | ETV       | Carré Belle-Feuille          |

## Choix des nommés
L’association "Hit Lokal" recense sur son site tous les vidéo-clips d’artistes ultra-marins diffusés sur Youtube. Une période de 12 mois est définie, en fonction des productions les plus visionnées de cette période des catégories sont définies. Les 10 vidéos les plus populaires de chaque catégorie sont présélectionnées et envoyées aux membres de l’académie "Hit Lokal" pour être soumis à une notation. Cette académie est constituée des anciens gagnants, des membres de l'association "Hit Lokal" et des médias partenaires. Les 4 clips ayant obtenu les meilleures notes sont sélectionnés.

## Déroulement du vote
Les votes pour les "Hit lokal Awards" sont à 100% réalisés par le public.  En un tour, le public devra désigner un gagnant parmi les nommés, pour chaque catégorie définie par l’association. Les votes sont limités à un vote quotidien par SMS ou par Internet.

## Palmarès

### Palmarès 2013 -IerHit Lokal Awards
| Catégories         | Vainqueurs                    |
| ------------------ | ----------------------------- |
| Artiste de l’année | Jahyanaï                      |
| Zouk               | Stony - Femmes fatales        |
| Dancehall          | Swé - Holiday                 |
| Hip-Hop/Rap        | Keros-n - An fè'y             |
| Révélation         | Jahyanaï - Normal ki nou rude |
| Soca bouyon        | Bilix - Bodé apiyé            |
| Trophée d’honneur  | Justsu                        |

### Palmarès 2014 -IIeHit Lokal Awards
| Catégories          | Vainqueurs                       |
| ------------------- | -------------------------------- |
| Album               | Misié Sadik - A kè wouvè         |
| Artiste de l’année  | Keros-n                          |
| Collaboration       | Keros-n & Larose - Plis ki zanmi |
| Dancehall           | Keros-n                          |
| DJ                  | DJ Jaïro - Tempo 106             |
| Hip-Hop/Rap         | Keros-n - Vinn vwè               |
| Révélation          | Rachelle Allison - Avan vou      |
| Socca/Bouyon        | Riddla - Twitté'y                |
| Soul & Traditionnel | G’ny - An mitan kè               |
| Trophée d’honneur   | DJ Jaïro                         |
| Zouk Féminin        | Stony - Nouveau                  |
| Zouk Masculin       | Lorenz - Touné                   |

### Palmarès 2015 -IIIeHit Lokal Awards
| Catégories          | Vainqueurs                    |
| ------------------- | ----------------------------- |
| Album               | Keros-n - Sky is the limit    |
| Collaboration       | Nicy & Dasha - Vous an choisi |
| Dancehall           | Saïk - All night              |
| Hip-Hop/Rap         | Miky Débrouya - Ba zot        |
| Reggae              | Kalash - Laisse brûler        |
| Révélation          | T kimp Gee - Chimen la long   |
| Soul & Traditionnel | Lycinaïs Jean                 |
| Zouk Féminin        | Stony - Tout a changé         |
| Zouk Masculin       | Marvin - Marionette           |

### Palmarès 2016 -IVeHit Lokal Awards
| Catégories           | Vainqueurs                                      |
| -------------------- | ----------------------------------------------- |
| Album                | Stony - Authentique                             |
| Artiste de l’année   | Kalash                                          |
| Collaboration        | Warped et Drexi - SMS (Si maman si)             |
| Collaboration Trap   | Saïk et Lutin - Tireur d'élite                  |
| Collaboration Zouk   | Stony et Gage - Parle moi                       |
| Dancehall            | Saïk                                            |
| DJ                   | DJ Jaïro                                        |
| Hip-Hop/Rap Féminin  | LaRose                                          |
| Hip-Hop/Rap Masculin | T Kimp Gee                                      |
| Prix Air Caraïbes    | Saïk                                            |
| Réalisateur          | Armel Nkuindji - Lylah featuring Elji - Players |
| Reggae               | Admiral T - I am Christy Campbell #IAMCC        |
| Révélation           | Sorrow - Deter Deter                            |
| Trap                 | T Kimp Gee - Contradiction                      |
| Trophée D’honneur    | Coqlakour                                       |
| Zouk Féminin         | Stony - Je t'aime                               |
| Zouk Masculin        | Yoan - Obligé de liker                          |

### Palmarès 2017 -VeHit Lokal Awards
| Catégories              | Vainqueurs                       |
| ----------------------- | -------------------------------- |
| Album                   | Kalash - Kaos                    |
| Artiste de l’année      | Kalash                           |
| Collaboration Dancehall | Admiral T & DJANAH - Pa gadé     |
| Collaboration Hip-Hop   | Genow & Pon2mik - maman ka pléré |
| Collaboration Zouk      | Yoan & Milca - Amour impossible  |
| Dancehall               | Kalash                           |
| Reggae                  | Admiral T - My queen             |
| Révélation Féminine     | Bamby - This bwoy                |
| Révélation Masculine    | MrSM - Policeman                 |
| Soca bouyon             | Bilix - Sa ka débodé             |
| Soul & Traditionnel     | Niko - Fok An Fey                |
| Trophée d’honneur       | Admiral T                        |
| Zouk Féminin            | Lycinaïs Jean - Mwen enmé-w      |
| Zouk Masculin           | MikL - A la folie                |

### Palmarès 2018 -VIeHit Lokal Awards
| Catégories              | Vainqueurs,                        |
| ----------------------- | ---------------------------------- |
| Album                   | Admiral T - Totem                  |
| Artiste de l’année      | WeRe-VaNa                          |
| Collaboration Dancehall | Bamby & Jahyanaï - Who mad again   |
| Collaboration Hip-hop   | LaTchad & Keros-n - Médayé         |
| Collaboration Zouk      | K-reen & Lesnah - Soleil de ma vie |
| Dancehall               | Jmax - Atirans                     |
| Hip-Hop/Rap Féminin     | La Tchad - Mauvaise                |
| Hip- Hop/Rap Masculin   | Keros-n - Soudé                    |
| Premier album           | T kimp Gee - Reussir ou mourir     |
| Prix Trace Hit Lokal    | Were - Vana                        |
| Reggae                  | Tiwony - Dread                     |
| Révélation Féminine     | Chinee Queen - Bad queen           |
| Révélation Masculine    | Kevni - Corsair                    |
| Trophée d'honneur       | Tanya St-Val                       |
| Zouk Féminin            | Lycinaïs Jean - Entre nous         |
| Zouk Masculin           | Were-Vana - Doudou                 |

### Palmarès 2019 -VIIeHit Lokal Awards
| Catégories           | Vainqueurs,                   |
| -------------------- | ----------------------------- |
| Album                | Misié SADIK - An silans       |
| Collaboration        | Warped et Mel - On fwa        |
| Dancehall Féminin    | Bamby - Bad from mi born      |
| Dancehall Masculin   | Were-Vana - Lélé              |
| Hip-Hop/Rap Féminin  | LaTchad - Les mots            |
| Hip-Hop/Rap Masculin | Missié SADIK - Popilè         |
| Hit de l’année       | QLM - Comme à la maison       |
| Premier Album        | Lycinaïs Jean - Lycinaïs Jean |
| Reggae               | Daddy Mory - Mama             |
| Révélation Féminine  | Littl’Doll - Nou ni style     |
| Révélation Masculine | Tiitof - Minuit               |
| Soca Bouyon          | Drexi - Frozen                |
| Trophée d’honneur    | Kassav'                       |
| Zouk Féminin         | Fanny J - Toi et moi          |
| Zouk Masculin        | Missié SADIK - O swè la       |